# Hures-la-Parade
Hures-la-Parade è un comune francese di 239 abitanti situato nel dipartimento della Lozère nella regione dell'Occitania.

## Società

### Evoluzione demografica
Abitanti censiti